# Compra de la novia
Compra de la novia o venta de la novia son denominaciones antropológicas de la costumbre que consiste en el intercambio de dinero o productos a cambio de la novia, tras una negociación que realiza el novio ante la familia de la novia; o bien las familias sin intervención de los contrayentes (matrimonio concertado). Se produce en determinadas culturas, a diferencia de otras en que la costumbre es la opuesta: la dote (en la que es la familia de la novia la que ha de pagar al novio o a su familia).
Como consecuencia de tal compra, la novia pasa a ser considerada una propiedad de novio o de su familia; y en algunos casos es posible la reventa. La denominada "venta de la esposa" es una práctica que se identifica con el esclavismo; no debe confundirse con la que con esa misma denominación se aplicaba en Inglaterra desde finales del XVII como una simulación para realizar efectivamente un divorcio por mutuo acuerdo, dada la dificultad de recurrir al divorcio legal.
En algunas tribus indígenas de América del norte, la costumbre exigía al novio que fuera dejando ante la tienda del padre de la novia que pretendía los productos que ofrecía por ella, aumentando la cantidad hasta que el padre lo considerara suficiente, metiéndolo dentro.
En algunos países, como India , la actividad está profesionalizada con mediadores que ejercen también el papel de casamenteros.
Al precio de la novia se le denomina excrex o excreix en el derecho foral de Aragón y Cataluña.
Es un tópico de las visitas a los países árabes ofrecer al turista alguna cantidad de camellos por la esposa, o de vacas en algunos países africanos.
La práctica es ilegal en la actualidad en la mayor parte de los países.
El geógrafo humano Jared Diamond lo ha identificado como una de las principales causas de conflictividad y confrontación entre las culturas tradicionales